# Cryptus madecassus
Cryptus madecassus là một loài tò vò trong họ Ichneumonidae.